# 姫飯造り
姫飯造り（ひめいいづくり）とは、液化槽内高速撹拌破砕法と呼ばれる日本酒の現代の製法の一つの別名で、液化仕込みと高温糖化法を併用し日本酒製造工程の省力化を目指した技術で、同様な液化仕込技法には融米造りがある。

## 解説
伝統的な日本酒醸造技法では、固形状態の「麹」「蒸し米」を酒母を含んだ少量の汲水に投入しデンプンを徐々に糖化させながらアルコール発酵させていく方法が主流である。この伝統製法では仕込初期の醪（発酵液）は水分が少なく濃い粥の様な状態であるための流動性が悪く品温制御が難しい。一方、姫飯造り（液化仕込）においては酵素剤を添加したコメを米デンプンの糊化温度帯まで加熱し液状化させる事が特徴である。姫飯造りの他にも液化仕込の技法は考案されていて焼酎においては実用化されているが、日本酒醸造においては技術的な問題だけで無く伝統を重視する壁に阻まれ、量産実用化されている技術は少ないと指摘されている。

## 工程概要
以下に工程の例を示す。
1. 白米の170%程度の汲水と共に米粒を粉砕し糖化酵素により液状化と糖化を行う。
糖化温度帯の45℃と糊化温度帯の60-85℃では細かな昇温制御が行われる。
2. 白米投入から4-6時間後、醪の仕込み適温まで冷却する。
3. 麹と酒母と共に発酵槽に入れ発酵させる。
4. 一定の発酵状態となったところで上槽（液体と固形物を分離）し、液体は火入れ後に貯蔵される。

姫飯造りで生じる酒粕は糖分の残存量が少なく、伝統製法の酒粕の様な「漬け物」「粕汁」用途には適さないが、酵母エキスの原料として利用されている。

## その他
姫飯（ひめいい）そのものは、甑（こしき）で蒸した強飯（こわいい）に対して、釜で炊いた柔らかい飯米をさす、古来からある語であるが、それにちなんで名づけられた姫飯造りそのものが伝統的に存在したわけではない。また、『延喜式』に記述のみられる奈良時代以前の日本の高温糖化法と現代の姫飯造りは無関係である。